# Double Live Gonzo!
| Recensione | Giudizio |
| ---------- | -------- |
| AllMusic   | [ 3 ]    |

Double Live Gonzo! è il primo album dal vivo di Ted Nugent, registrato in vari concerti. Sono presenti tutte le canzoni più famose dei primi tre album.

## Tracce
1. Just What The Doctor Ordered – 5:26 –  (Nugent)
2. Yank Me, Crank Me – 4:29 –  (Nugent)
3. Gonzo – 4:00 –  (Nugent)
4. Baby, Please Don't Go – 5:55 –  (Williams)  (Big Joe Williams Cover)
5. Great White Buffalo – 6:21 –  (Nugent)
6. Hibernation – 16:55 –  (Nugent)
7. Stormtroopin' – 8:43 –  (Nugent)
8. Stranglehold – 11:11 –  (Nugent)
9. Wang Dang Sweet Poontang – 6:19 –  (Nugent)
10. Cat Scratch Fever – 4:50 –  (Nugent)
11. Motor City Madhouse – 10:35 –  (Nugent)

## Singoli
- 1978: Yank Me, Crank Me

## Formazione
- Ted Nugent - voce, basso, chitarra, percussioni
- Derek St. Holmes - chitarra
- Rob Grange - basso
- Cliff Davies - batteria